# 도르니에 328
도니어 328는 A는 터보프롭을 장착한 통근 여객기이다. 도니어가 처음 생산 한 회사는 1996년 Fairchild Aircraft에 인수되었다.

## 같이 보기
- ATR 42
- 사브 340